# Haye (rivier)
De Haye (ook: Ruisseau de la Haye) is een klein riviertje in de Belgische provincie Henegouwen, in het stroomgebied van de Schelde. De rivier ontspringt in het westen van de gemeente Anderlues, stroomt noordwaarts. In Carnières stroomt de Haye in de Hene.